# リコポリャ
リコポリャ（ギリシア語: Λυκοποριά）は、ギリシャ共和国ペロポネソス半島北部に位置する村。